# Ipaumirim
Ipaumirim là một đô thị thuộc bang Ceará, Brasil. Đô thị này có diện tích 273,696 km², dân số năm 2007 là 11597 người, mật độ 42,37 người/km².